# Aceria geranii
Aceria geranii är en spindeldjursart som först beskrevs av Giovanni Canestrini 1891.  Aceria geranii ingår i släktet Aceria, och familjen Eriophyidae. Arten är reproducerande i Sverige.